# Панчик, Валерий Станиславович
Валерий Станиславович Панчик (10 июля 1963, Коростень, Житомирская область, Украинская ССР, СССР) — советский и российский футболист, защитник. Мастер спорта СССР

## Карьера
Воспитанник футбольной школы «Таврия» Симферополь, первый тренер Валерий Шведюк. Карьеру начал в 1981 году в могилёвском «Днепре». 1984 год провёл в симферопольской «Таврии». Следующие четыре сезона играл в высшей лиге в составе «Нефтчи» Баку.
В 1989 году с целью укрепления центра обороны перешёл в ленинградский «Зенит». Рослый, физически мощный Панчик вписался в игру команды и стал игроком основы. Но после того, как главным тренером вместо Завидонова стал Голубев, потерял место в составе и был отчислен.
В 1990—1991 играл за «Кристалл» (Херсон), в 1992 провёл три игры в «Зените» (Ижевск) и 11 — в харьковском «Металлисте». Также выступал за клубы ГКС (Тыхы, Польша) (1992—1993), «Кошице» (Словакия) (1993—1995).
Профессиональную карьеру закончил в России в клубах «Самотлор-XXI» (1996—1999), «Титан»/«Березники» (2000—2001).
14 октября 1986 провёл матч в составе олимпийской сборной СССР.
Старший брат Константин — футболист и футбольный судья.